# Leichtathletik-Europameisterschaften 2018/100 m der Frauen

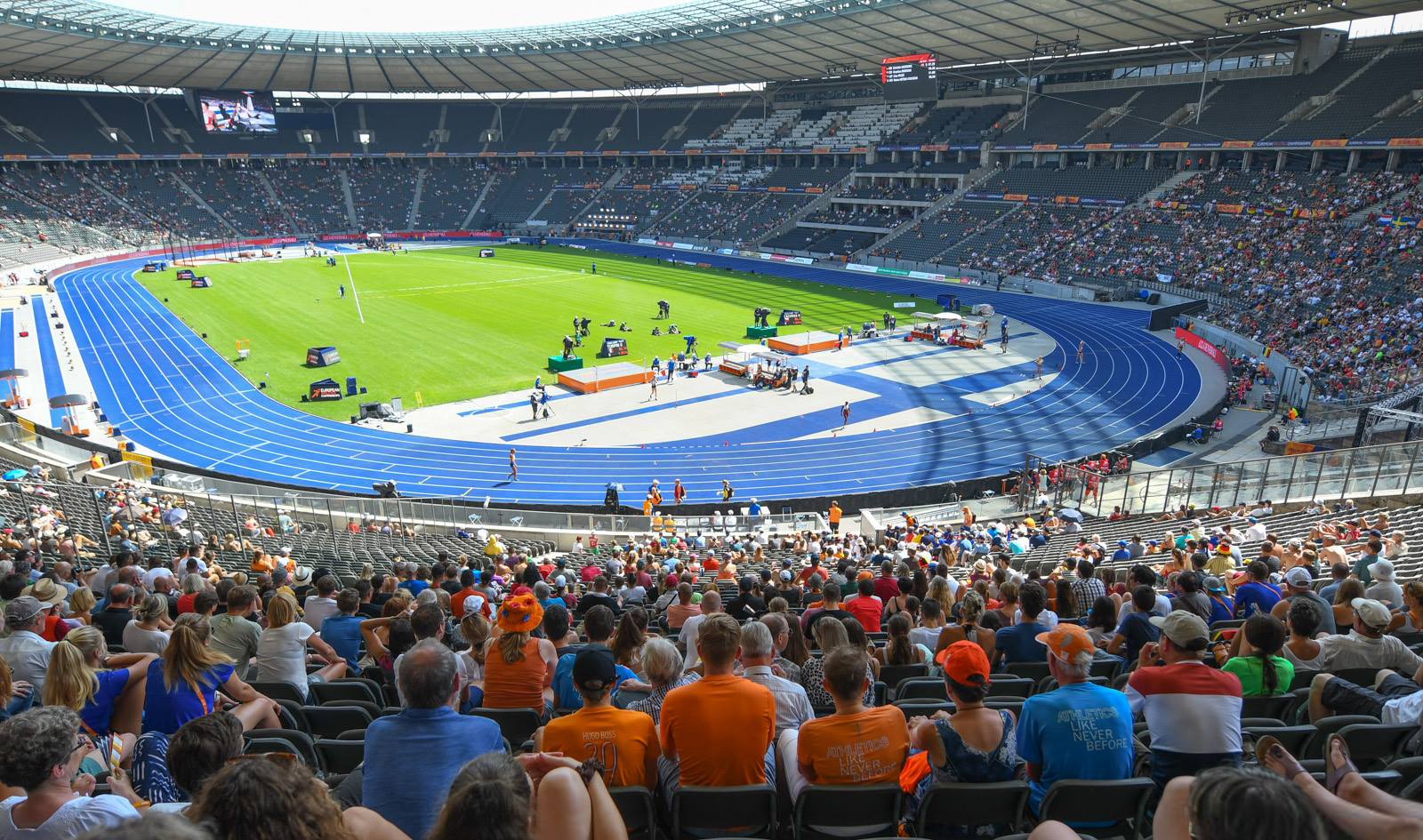
Das Berliner Olympiastadion am 9. August 2018

Der 100-Meter-Lauf der Frauen bei den Leichtathletik-Europameisterschaften 2018 fand am 6. und 7. August im Olympiastadion in der deutschen Hauptstadt Berlin statt.
Europameisterin wurde die Britin Dina Asher-Smith. Die Deutsche Gina Lückenkemper gewann die Silbermedaille. Auf den dritten Platz kam die Niederländerin Dafne Schippers.

## Rekorde

### Bestehende Rekorde
| Weltrekord           | 10,49 s | Florence Griffith-Joyner | Indianapolis, USA   | 16. Juli 1988   |
| Europarekord         | 10,73 s | Christine Arron          | EM Budapest, Ungarn | 19. August 1998 |
| Meisterschaftsrekord | 10,73 s | Christine Arron          | EM Budapest, Ungarn | 19. August 1998 |

Der seit 1998 bestehende EM-Rekord wurde bei diesen Europameisterschaften nicht erreicht. Die schnellste Zeit erzielte die britische Europameisterin Dina Asher-Smith im Finale bei Windstille mit 10,85 s, womit sie die Jahresweltbestleistung egalisierte und einen neuen Landesrekord aufstellte. Sie blieb zwölf Hundertstelsekunden über dem Rekord, gleichzeitig Europarekord. Zum Weltrekord fehlten ihr 36 Hundertstelsekunden.

### Rekordverbesserung
Es wurde ein neuer Landesrekord aufgestellt:
10,85 s – Dina Asher-Smith (Großbritannien), Finale am 7. August bei Windstille

## Durchführung des Wettbewerbs
Die elf schnellsten Sprinterinnen der Jahresbestenliste – in den Halbfinalresultaten mit ‡ markiert – mussten in den Vorläufen noch nicht antreten. Sie waren automatisch für das Halbfinale qualifiziert und griffen erst dort in den Wettkampf ein.

## Legende
Kurze Übersicht zur Bedeutung der Symbolik – so üblicherweise auch in sonstigen Veröffentlichungen verwendet:
| NR    | Nationaler Rekord                                                                                 |
| WL    | Weltjahresbestleistung                                                                            |
| PB    | Persönliche Bestleistung                                                                          |
| SB    | Persönliche Jahresbestleistung                                                                    |
| EU23R | Europäischer U23-Rekord                                                                           |
| e     | egalisiert                                                                                        |
| DSQ   | disqualifiziert                                                                                   |
| ‡     | Internationale Wettkampfregeln                                                                    |
| w     | eine der elf schnellsten Sprinterinnen der Jahresbestenliste (Markierung verwendet im Halbfinale) |

## Vorläufe
Aus den drei Vorläufen qualifizierten sich die jeweils drei Ersten jedes Laufes – hellblau unterlegt – und zusätzlich die fünf Zeitschnellsten – hellgrün unterlegt – für das Halbfinale.

### Vorlauf 1

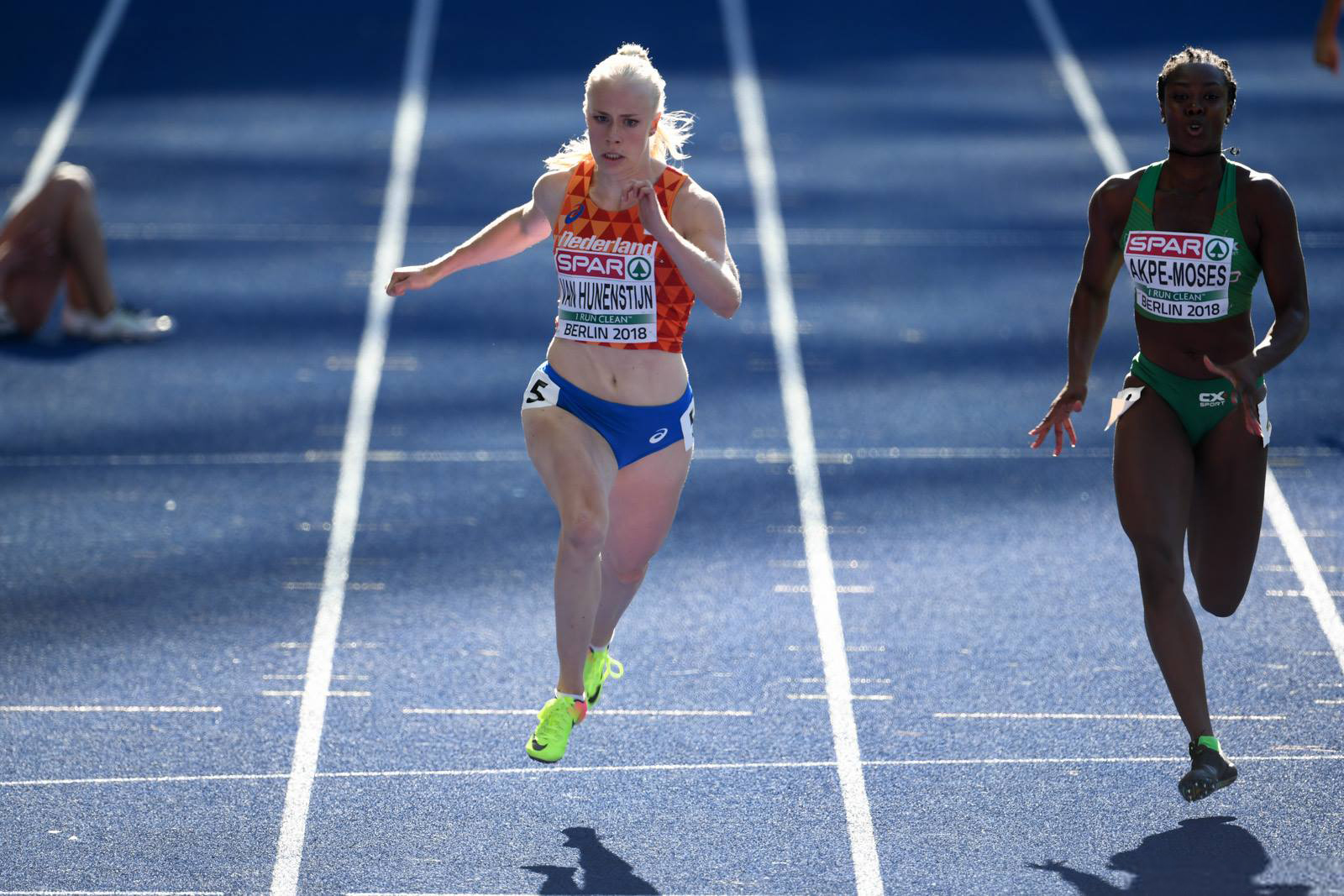
Marije van Hunenstijn (links) kam als Dritte weiter, die Irin Gina Akpe-Moses schied als Fünfte aus

6. August 2018, 17:45 Uhr MESZ

Wind: −0,7 m/s
| Platz | Bahn | Name                    | Land        | Zeit (s)                    |
| ----- | ---- | ----------------------- | ----------- | --------------------------- |
| 1     | 1    | Ezinne Okparaebo        | Norwegen    | 0011,44                     |
| 2     | 2    | Salomé Kora             | Schweiz     | 0011,48                     |
| 3     | 5    | Marije van Hunenstijn   | Niederlande | 0011,48                     |
| 4     | 8    | Anna Bongiorni          | Italien     | 0011,53                     |
| 5     | 4    | Gina Akpe-Moses         | Irland      | 0011,63                     |
| 6     | 9    | María Isabel Pérez      | Spanien     | 0011,70                     |
| 7     | 3    | Marie-Charlotte Gastaud | Monaco      | 0013,59                     |
| 8     | 7    | Chrystyna Stuj          | Ukraine     | 0042,66                     |
| DSQ   | 6    | Olivia Fotopoulou       | Zypern      | IWR 162, TR16.6 – Fehlstart |

### Vorlauf 2

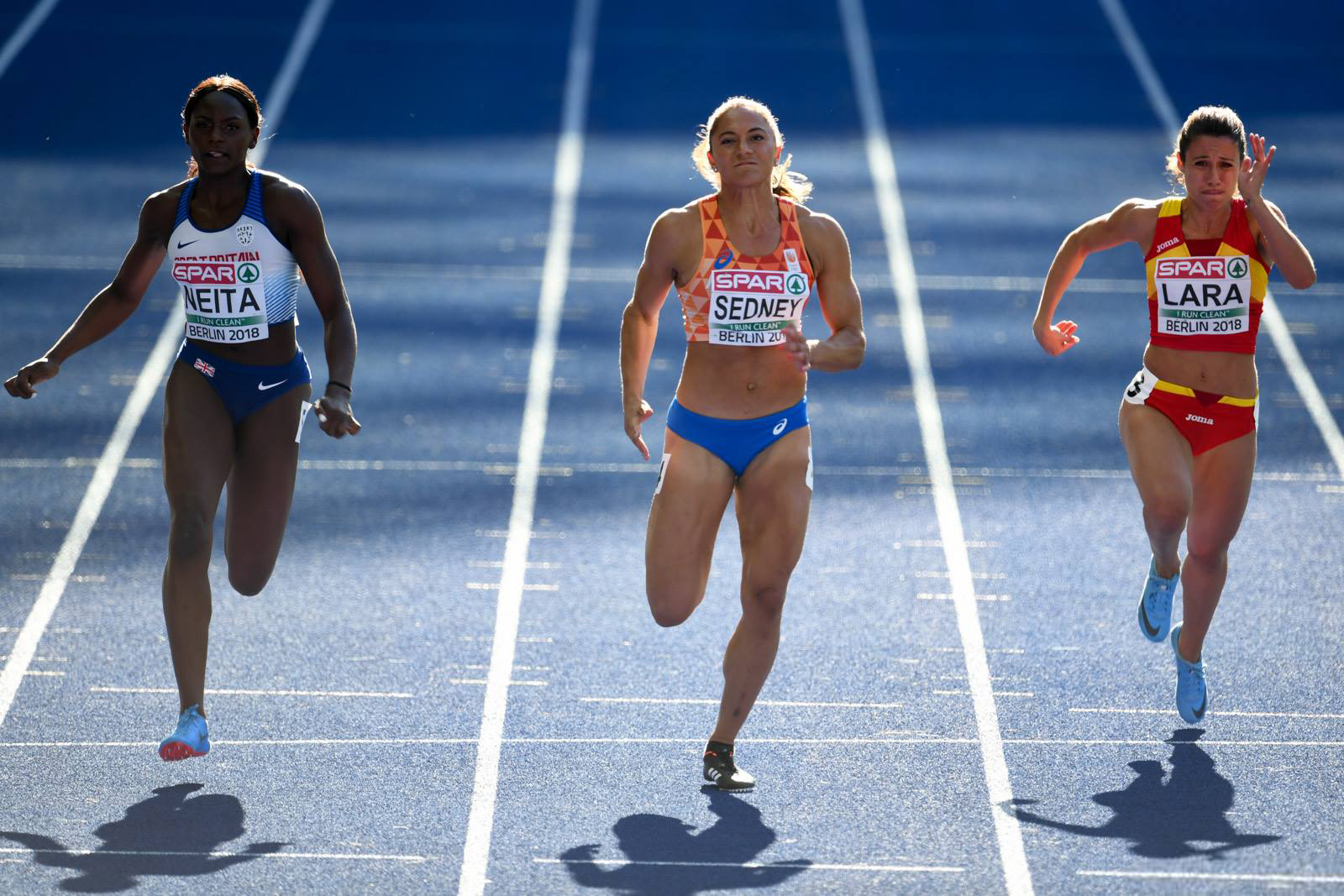
Daryll Neita (links) und Naomi Sedney (Mitte) erreichten das Halbfinale, Cristina Lara schied als Sechste aus

6. August 2018, 17:51 Uhr MESZ

Wind: −0,9 m/s
| Platz | Bahn | Name                 | Land           | Zeit (s) |
| ----- | ---- | -------------------- | -------------- | -------- |
| 1     | 9    | Lisa Marie Kwayie    | Deutschland    | 11,30    |
| 2     | 2    | Ewa Swoboda          | Polen          | 11,33    |
| 3     | 4    | Naomi Sedney         | Niederlande    | 11,45    |
| 4     | 5    | Daryll Neita         | Großbritannien | 11,48    |
| 5     | 7    | Lorène Bazolo        | Portugal       | 11,51    |
| 6     | 3    | Cristina Lara        | Spanien        | 11,65    |
| 7     | 8    | Alexandra Toth       | Österreich     | 11,69    |
| 8     | 6    | Anasztázia Nguyen    | Ungarn         | 11,72    |
| 9     | 1    | Karolina Deliautaitė | Litauen        | 11,75    |

### Vorlauf 3

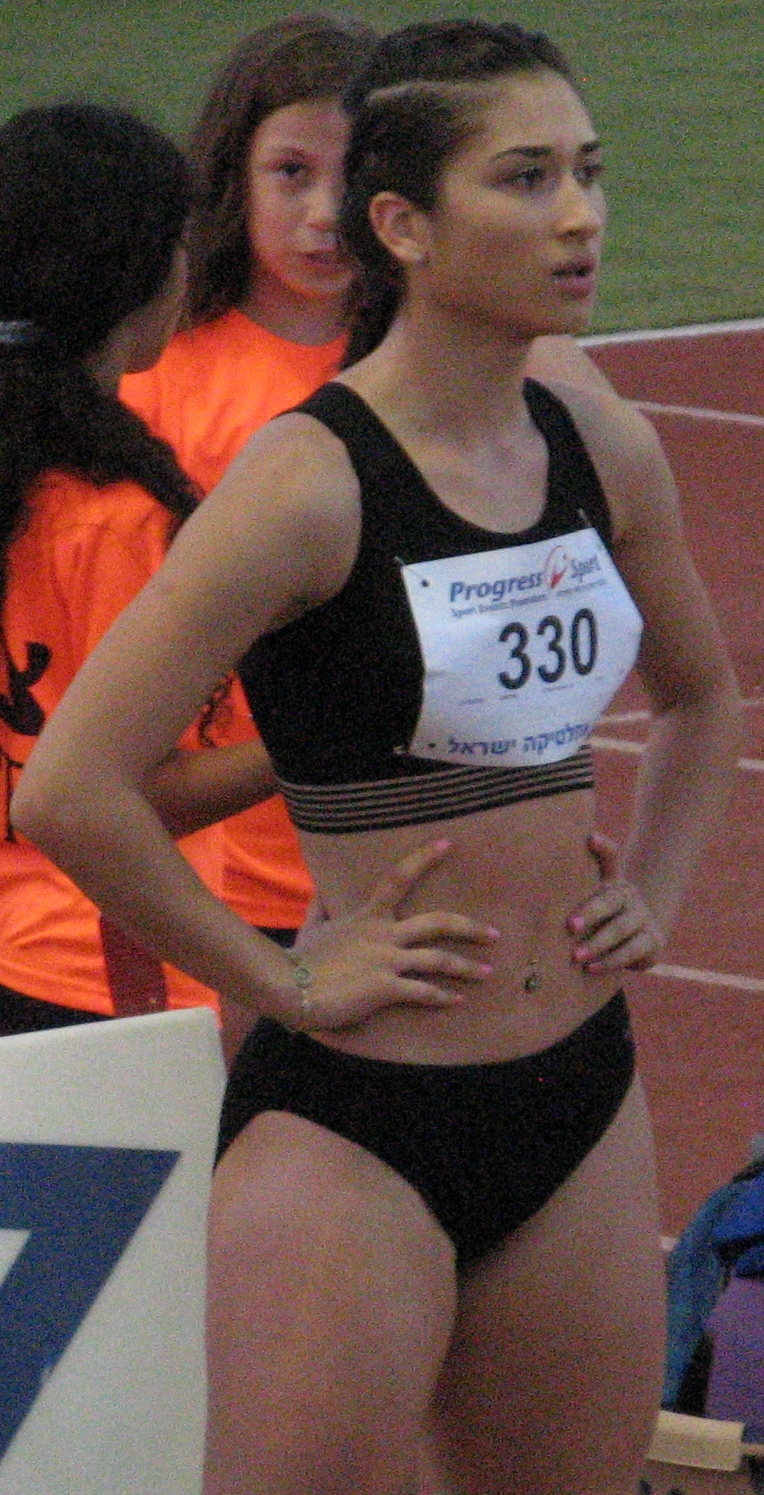
Diana Vaisman kam als Fünfte nicht in die nächste Runde

6. August 2018, 17:57 Uhr MESZ

Wind: −0,2 m/s
| Platz | Bahn | Name                          | Land         | Zeit (s) |
| ----- | ---- | ----------------------------- | ------------ | -------- |
| 1     | 4    | Ajla Del Ponte                | Schweiz      | 11,39    |
| 2     | 6    | Phil Healy                    | Irland       | 11,44    |
| 3     | 5    | Inna Eftimowa                 | Bulgarien    | 11,45    |
| 4     | 1    | Irene Siragusa                | Italien      | 11,61    |
| 5     | 3    | Diana Vaisman                 | Israel       | 11,61    |
| 6     | 2    | Klára Seidlová                | Tschechien   | 11,63    |
| 7     | 8    | Rafalia Spanoudaki-Chatziriga | Griechenland | 11,63    |
| 8     | 7    | Helene Rønningen              | Norwegen     | 11,70    |

## Halbfinale
Aus den drei Halbfinalläufen qualifizierten sich die jeweils beiden Ersten jedes Laufes – hellblau unterlegt – und zusätzlich die beiden Zeitschnellsten – hellgrün unterlegt – für das Finale. Die elf Jahresschnellsten – mit ‡ markiert, die automatisch für das Halbfinale qualifiziert waren, griffen jetzt in das Geschehen ein.

### Lauf 1

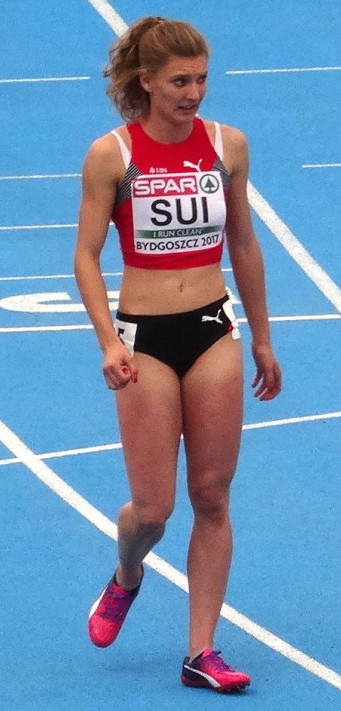
Alija Del Ponte schied als Fünfte in ihrem Halbfinalrennen aus

7. August 2018, 19:05 Uhr MESZ

Wind: +0,2 m/s
| Platz | Bahn | Name                    | Land           | Zeit (s) |
| ----- | ---- | ----------------------- | -------------- | -------- |
| 1     | 3    | Dina Asher-Smith ‡      | Großbritannien | 10,93    |
| 2     | 5    | Gina Lückenkemper ‡     | Deutschland    | 10,98 SB |
| 3     | 4    | Orphée Neola ‡          | Frankreich     | 11,33    |
| 4     | 6    | Kryszina Zimanouskaja ‡ | Belarus        | 11,34    |
| 5     | 8    | Ajla Del Ponte          | Schweiz        | 11,38    |
| 6     | 7    | Naomi Sedney            | Niederlande    | 11,42    |
| 7     | 1    | Phil Healy              | Irland         | 11,46    |
| 8     | 2    | Anna Bongiorni          | Italien        | 11,62    |

### Lauf 2

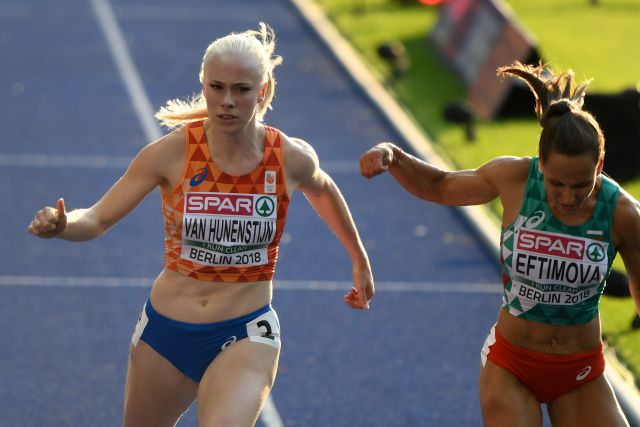
Zweites Halbfinale: Marije van Hunenstijn und Inna Eftimowa verpassten nach ihren Rängen sechs und sieben das Finale

7. August 2018, 19:11 Uhr MESZ

Wind: +0,1 m/s
| Platz | Bahn | Name                     | Land           | Zeit (s) |
| ----- | ---- | ------------------------ | -------------- | -------- |
| 1     | 3    | Mujinga Kambundji ‡      | Schweiz        | 11,14    |
| 2     | 5    | Orlann Ombissa-Dzangue ‡ | Frankreich     | 11,20    |
| 3     | 4    | Tatjana Pinto ‡          | Deutschland    | 11,26    |
| 4     | 6    | Daryll Neita             | Großbritannien | 11,27    |
| 5     | 8    | Ewa Swoboda              | Polen          | 11,30    |
| 6     | 2    | Marije van Hunenstijn    | Niederlande    | 11,49    |
| 7     | 1    | Inna Eftimowa            | Bulgarien      | 11,52    |
| 8     | 7    | Irene Siragusa           | Italien        | 11,60    |

### Lauf 3

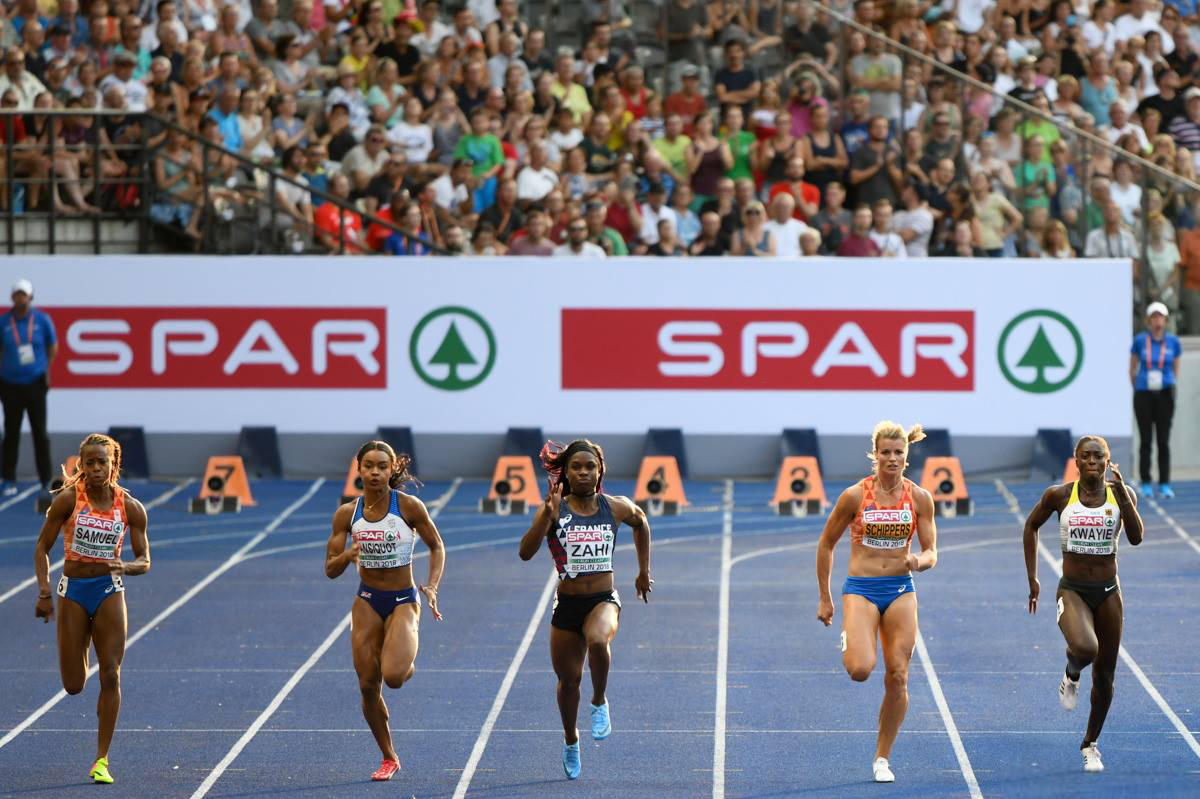
Drittes Halbfinale nach etwa fünfzig Metern

7. August 2018, 19:17 Uhr MESZ

Wind: +0,3 m/s
| Platz | Bahn | Name              | Land           | Zeit (s) |
| ----- | ---- | ----------------- | -------------- | -------- |
| 1     | 3    | Dafne Schippers ‡ | Niederlande    | 11,05    |
| 2     | 6    | Jamile Samuel ‡   | Niederlande    | 11,10 PB |
| 3     | 5    | Imani Lansiquot ‡ | Großbritannien | 11,14    |
| 4     | 4    | Carolle Zahi ‡    | Frankreich     | 11,19    |
| 5     | 2    | Lisa Marie Kwayie | Deutschland    | 11,36    |
| 6     | 7    | Salomé Kora       | Schweiz        | 11,36    |
| 7     | 8    | Ezinne Okparaebo  | Norwegen       | 11,37    |
| 8     | 1    | Lorène Bazolo     | Portugal       | 11,46    |

## Finale
7. August 2018, 21:30 Uhr MESZ

Wind: ±0,0 m/s
| Platz | Bahn | Athletin               | Land           | Offizielle Zeit (s) | Hundertstelsekunden |
| ----- | ---- | ---------------------- | -------------- | ------------------- | ------------------- |
|       | 5    | Dina Asher-Smith       | Großbritannien | 10,85 WLe/NR        |                     |
|       | 6    | Gina Lückenkemper      | Deutschland    | 10,98 EU23Re/SB     |                     |
|       | 3    | Dafne Schippers        | Niederlande    | 10,99 SB            |                     |
| 4     | 4    | Mujinga Kambundji      | Schweiz        | 11,05               |                     |
| 5     | 7    | Jamile Samuel          | Niederlande    | 11,40               | 11,135              |
| 6     | 2    | Imani Lansiquot        | Großbritannien | 11,40               | 11,139              |
| 7     | 1    | Carolle Zahi           | Frankreich     | 11,20               |                     |
| 8     | 8    | Orlann Ombissa-Dzangue | Frankreich     | 11,29               |                     |

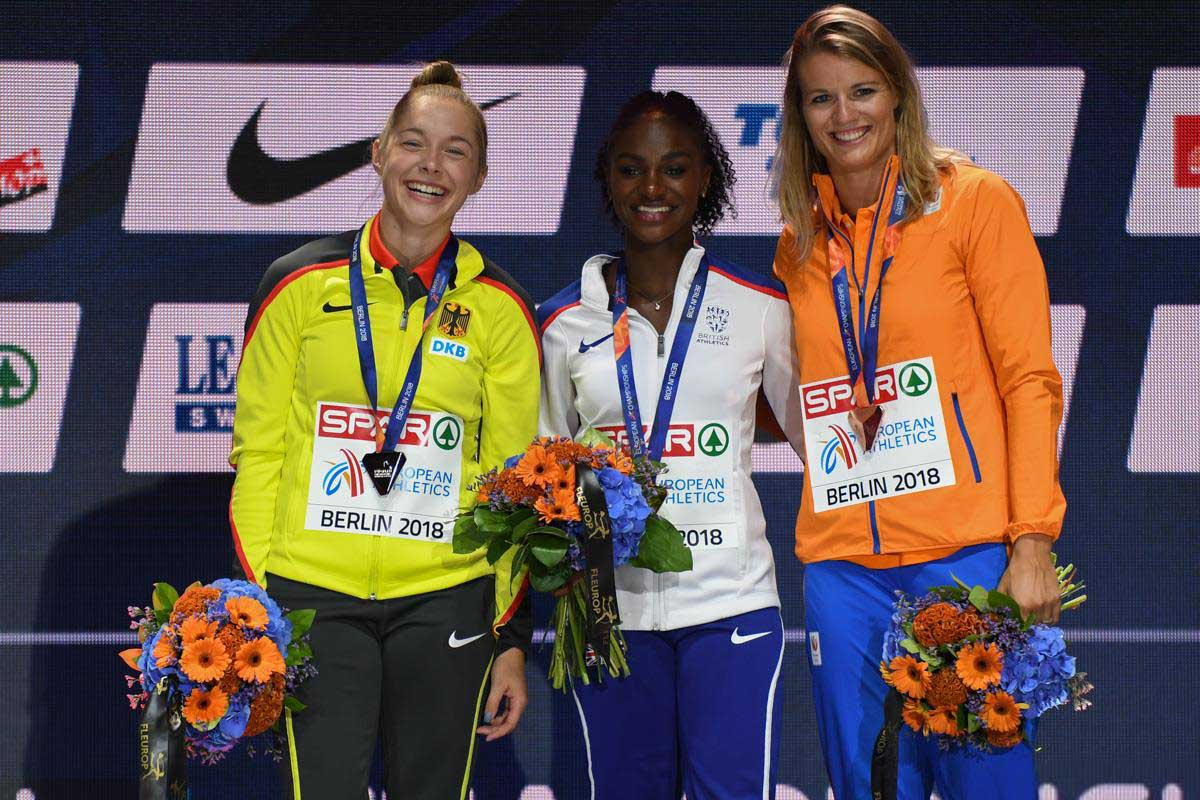
Siegerehrung über 100 Meter (v. l. n. r.): Gina Lückenkemper, Dina Asher-Smith, Dafne Schippers

Zum Kreis der Favoritinnen gehörten vor allem drei Sprinterinnen. Die Niederländerin Dafne Schippers war die Europameisterin von 2014 / 2016, Vizeweltmeisterin von 2015, WM-Dritte von 2017. Die Britin Dina Asher-Smith war die 200-Meter-Europameisterin von 2016 und hatte die schnellste Halbfinalzeit hier in Berlin erzielt. Die Deutsche Gina Lückenkemper war die EM-Dritte über 200 Meter von 2016 und war neben Asher-Smith die einzige Läuferin, die unter 11 Sekunden gelaufen war.
Mit einem glänzenden Start lag Asher-Smith im Finale von Beginn an deutlich vorne. Hinter ihr ging es sehr eng zu. Lückenkemper war wie so oft nicht so gut aus den Blöcken gekommen und musste erst einmal ihren kleinen Startrückstand wettmachen. Bei Streckenhälfte führte Asher-Smith weiter klar. Dahinter lagen fast gleichauf die beiden Französinnen Carolle Zahi und Orlann Ombissa-Dzangue, die Schweizerin Mujinga Kambundji, die Britin Imani-Lara Lansiquot, Schippers und Lückenkemper. Dina Asher-Smith brachte ihren Vorsprung mühelos ins Ziel und wurde Europameisterin. Mit 10,85 s stellte sie dabei einen neuen britischen Rekord auf und egalisierte gleichzeitig die bestehende Weltjahresbestleistung. Im Kampf um Silber setzte sich Gina Lückenkemper mit einem starken Finish gegen ihre Konkurrentinnen durch. Mit 10,98 s stellte sie ihren eigenen europäischen U23-Rekord aus dem Halbfinale ein. Nur eine Hundertstelsekunde hinter ihr gewann Dafne Schippers die Bronzemedaille. Auch Mujinga Kambundji lag als Vierte mit 11,05 s nicht weit zurück. Fünfte wurde die Niederländerin Jamile Samuel vor Imani-Lara Lansiquot sowie den beiden Französinnen Carolle Zahi und Orlann Ombissa-Dzangue.

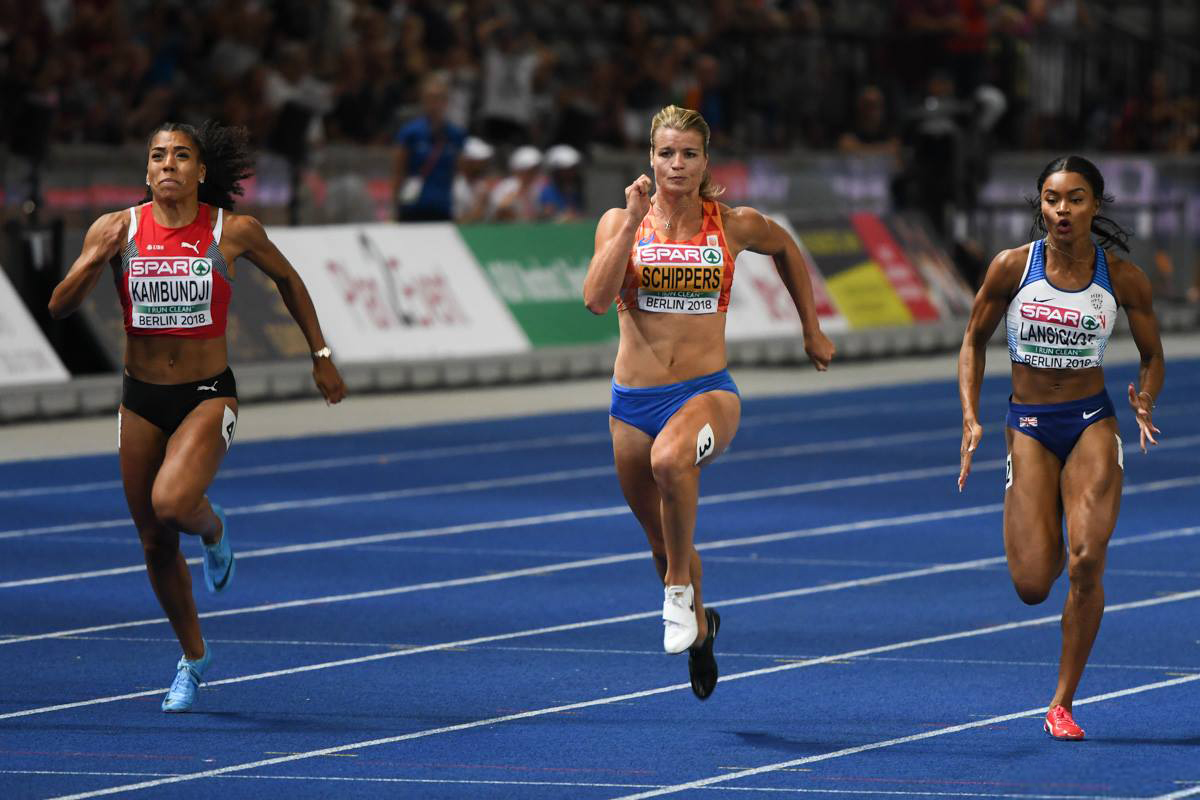
100-Meter-Finale kurz vor dem Ziel (v. l. n. r.): Mujinga Kambundji (Vierte), Dafne Schippers (Bronze), Imani-Lara Lansiquot (Sechste)
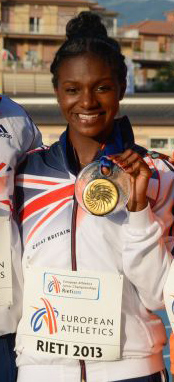
Europameisterin Dina Asher-Smith
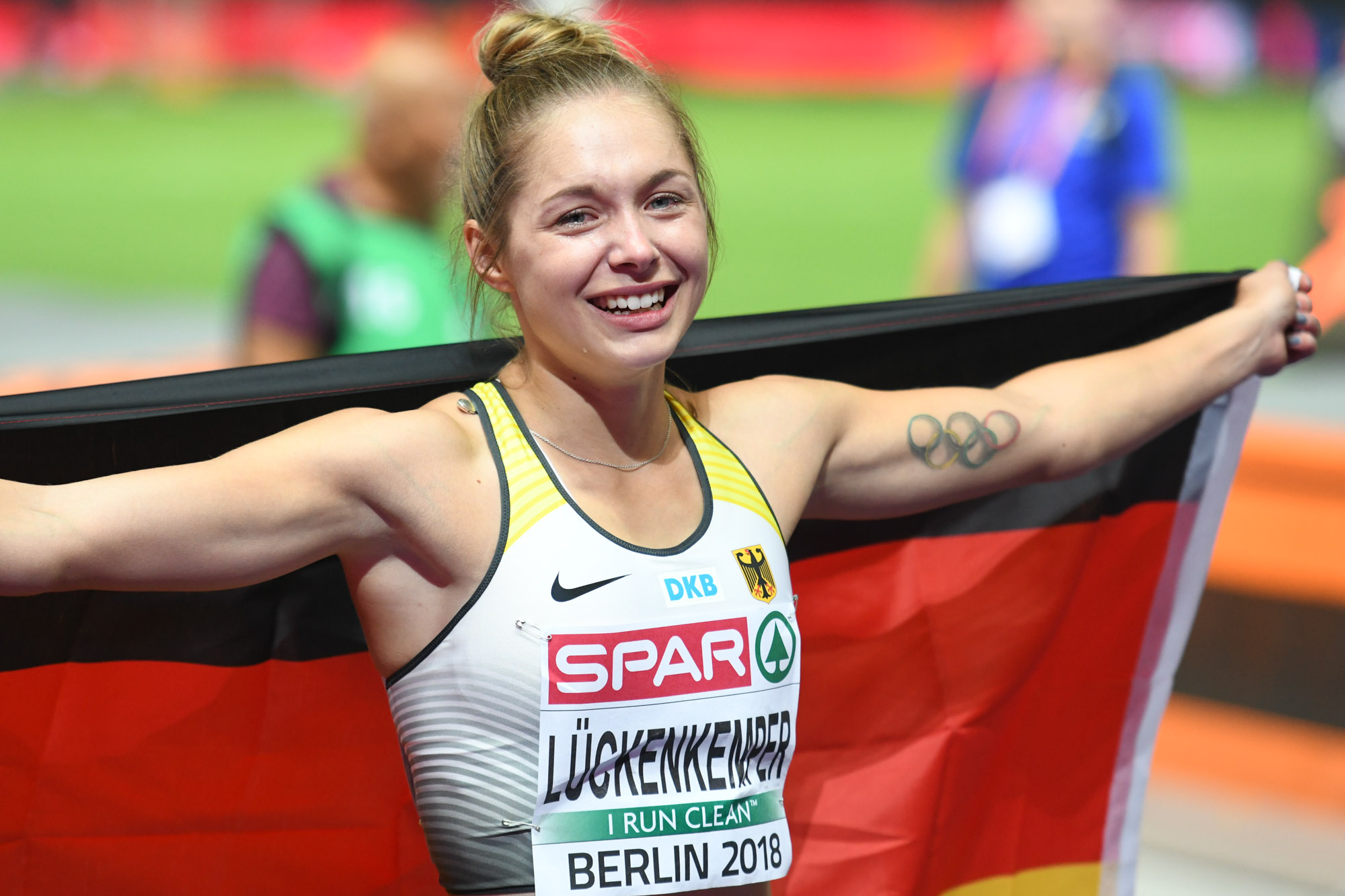
Vizeeuropameisterin Gina Lückenkemper

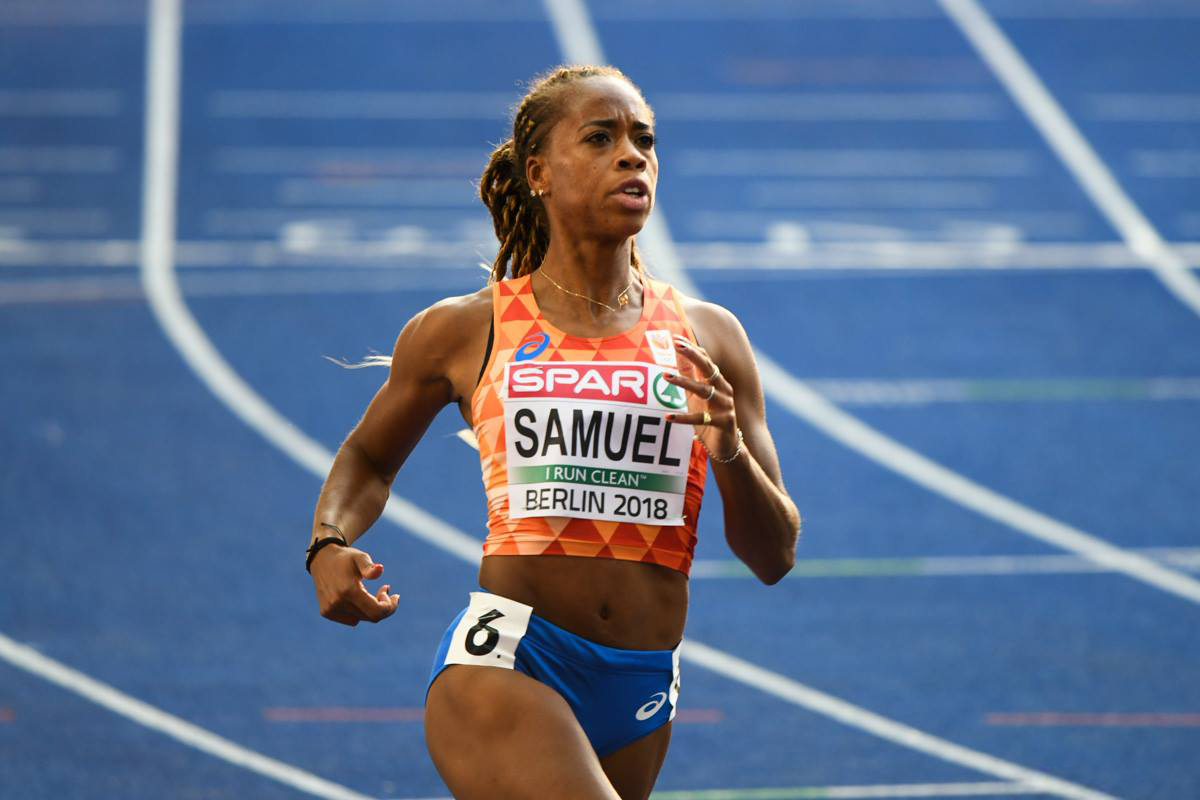
Jamile Samuel belegte Rang fünf
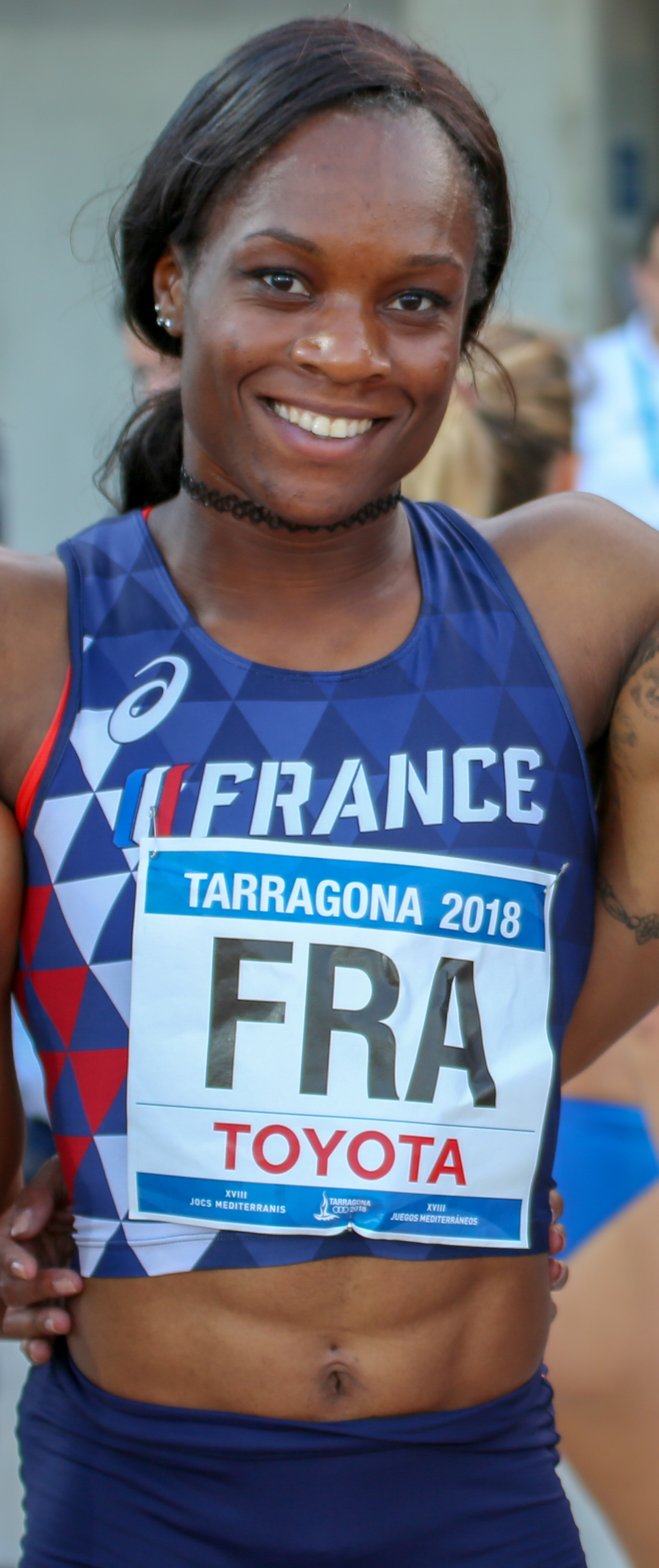
Rang sieben für Carolle Zahi
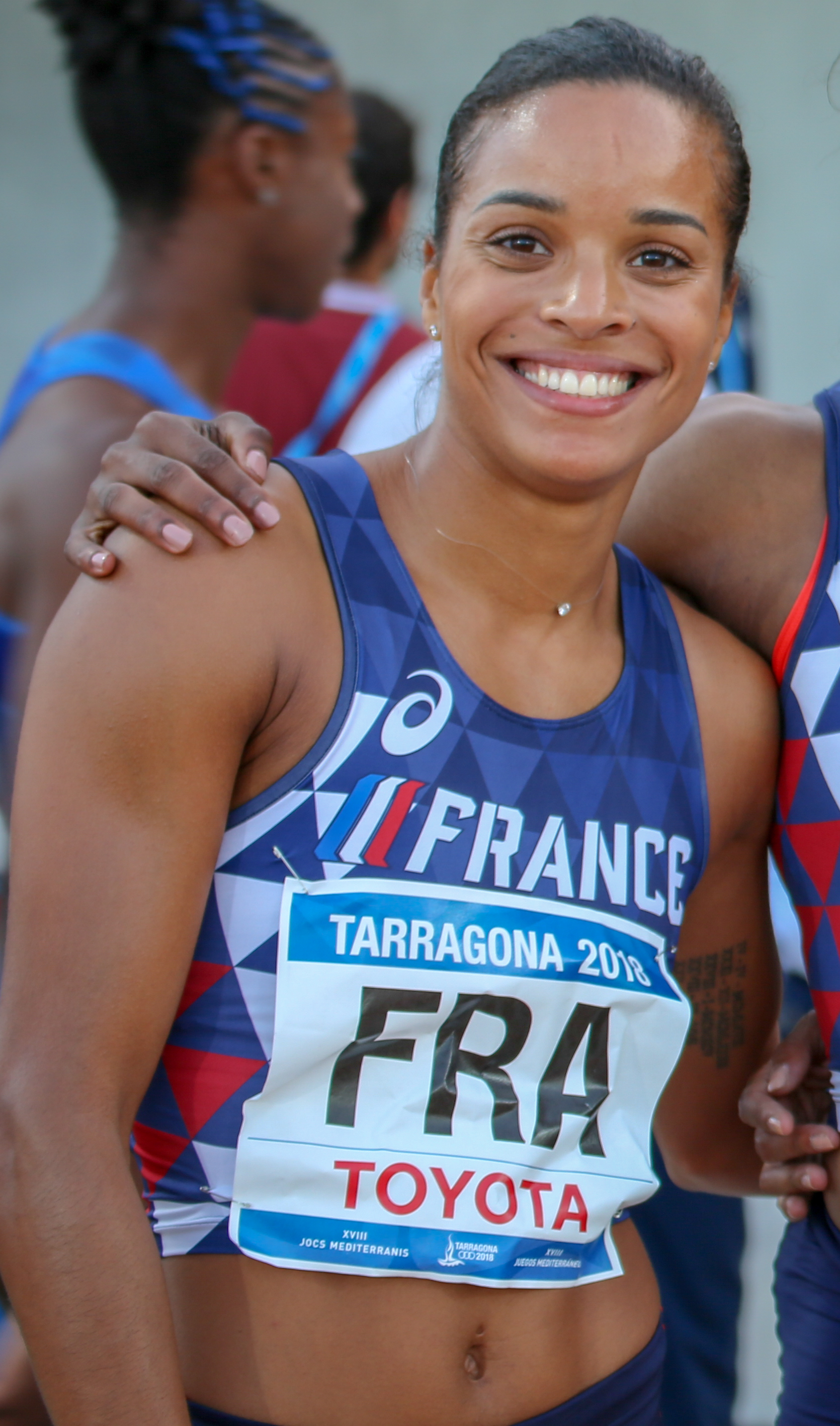
Orlann Ombissa-Dzangue 2018 kam auf den achten Platz